# Warembori jezik
Warembori jezik (ISO 639-3: wsa), jedan od dva donjomamberamskih jezika, kojim govori oko 600 ljudi (1998 SIL) na ušću rijeke Mamberamo u selima Warembori, Tamakuri i Bonoi, na indonezijskom dijelu Nove Gvineje (Irian Jaya).
Po nekima (Mark Donohue) to je papuanski jezik koji je pretrpio jak austronezijski utjecaj sa zaljeva Cenderawasih bay. Sela su podijeljena na klanove i podklanove.

## Vanjske poveznice
- Ethnologue (14th)
- Ethnologue (15th)